# آضمين
آضمين هو طبق جزائري تقليدي  نشأ في منطقة القبائل.

## الوصف
في منطقة القبائل في الجزائر تحديداً في مدينة بجاية، يُحضَّر هذا الطبق التقليدي بمزج كمية متساوية من الحمص المحمّص والمطحون مع كمية مماثلة من الشعير والقمح المحمصين والمطحونين، بالإضافة إلى نصف هذه الكمية من العدس المحمّص والمطحون. بعد ذلك، تُخلط جميع المكونات جيدًا، ثم يُضاف إليها الملح وزيت الزيتون  تدريجيًا حتى يُحصل على القوام المناسب كما هو موضح في الصورة أعلاه. يمكن الاستمتاع بتناوله بمفرده أو إلى جانب التمر أو التين.

## التقاليد
تُشير التقاليد المحلية في منطقة القبائل إلى أنه يُحضر هذا الطبق تزامنًا مع موسم زراعة الفاصوليا. ويُعدّ أكثر من مجرد طبق غذائي؛ إذ يُستخدم في كثير من الأحيان كقربان داخل المساجد، حيث يتم تشكيله على هيئة كرات صغيرة تُوزَّع على المصلين في إطار من الممارسات الرمزية التي تعكس قيم العطاء والتضامن الاجتماعي.